# Iraanse Revolutie
De Iraanse Revolutie (Perzisch: انقلاب ایران Enqelâb-e Irân) was de revolutie in Iran die begon in november 1978, waarbij de prowesterse sjah Mohammad Reza Pahlavi werd afgezet ten gunste van een islamitische republiek onder leiding van ayatollah Ruhollah Khomeini. De revolutie gebeurde in twee fasen. In de eerste fase verdreef een alliantie van liberale, linkse en religieuze groeperingen de sjah. In de tweede fase, vaak de Islamitische Revolutie genoemd (Perzisch: انقلاب اسلامی Enqelâb-e Eslâmī), greep Khomeini de macht.
De revolutie begon in november 1978, al waren er daarvoor ook diverse protesten geweest. Op 16 januari 1979 vluchtte de sjah, al wendde hij zijn vlucht voor als een korte vakantie. Op 1 februari keerde Khomeini terug uit zijn ballingschap in Frankrijk en hij begon vrij snel de pluralistische revolutie om te vormen naar een streven naar absolute macht voor de geestelijkheid.

## Oorzaken
De exacte reden waarom de sjah werd afgezet, waarna het land werd omgevormd tot een Islamitische republiek, is onderwerp van discussie.

Punten van het regime van de sjah waarover ontevredenheid onder de bevolking bestond, en die onder meer aanleiding waren tot de revolutie, waren:
- Het strikte beleid van verwesterlijking van het land.
- De vrijheid van godsdiensten.
- De verbanning van de communistische Tudeh-partij.[2]
- De afschaffing van het meerpartijenstelsel ten gunste van een eenpartijstelsel, waarbij de partij van de sjah, de Rastakhiz (De Herlevingspartij), de enige regerende politieke partij van het land werd, en waarvan iedereen lid diende te worden.[3]
- De geheime politie van de sjah, de SAVAK, die tegenstanders van het regime gevangen hield, en deze door martelingen onderdrukte en soms ook executeerde.[4]
- De groeiende economische ongelijkheid tussen de elite en de massa.[5]
- de verspilzuchtige viering van 2500 jaar Perzisch rijk in 1971.

## Begin van de revolutie

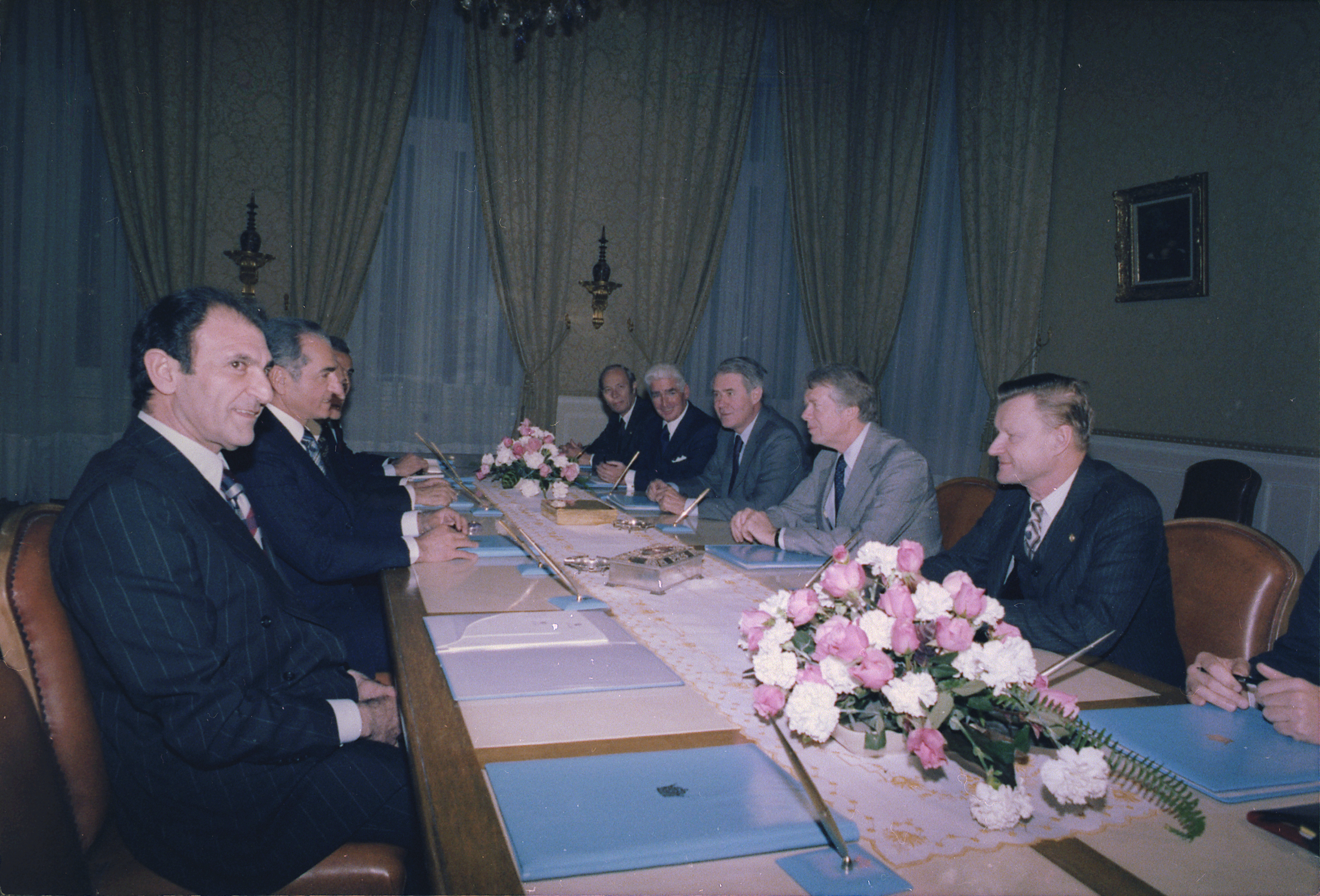
De sjah met onder anderen president Carter

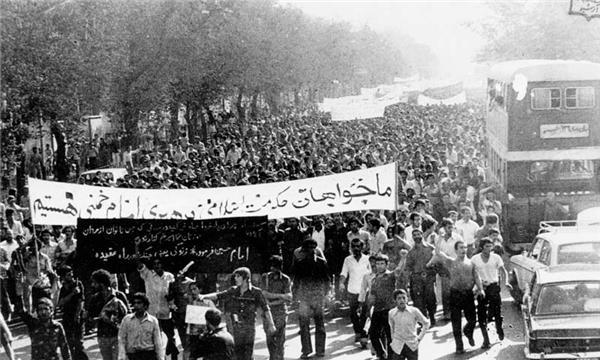
Demonstratie op 8 september 1978. Op het bord staat: Wij willen een islamitische regering, geleid door Imam Khomeini.

In 1977 kwamen studenten in opstand tegen het regime en riepen om een staat waarin het Perzische en het islamitische karakter van het land meer naar voren kwam. Tot dan toe was Iran een dictatuur geweest die sterk gesteund werd door het Westen, met de Verenigde Staten voorop. Spoedig sloten meer ontevreden mensen zich bij de studenten aan, waaronder intellectuelen, middenstanders, de communistische Tudeh-partij en geestelijken.
In 1978 voerde de sjah haastig enkele maatregelen door, zoals het ongedaan maken van de aanpassing aan het jaartal van de Iraanse kalender, en de afschaffing van het eenpartijstelsel. Dit laatste gaf het Nationaal Front de kans zich opnieuw te organiseren. Islamitische revolutionairen richtten daarop de Islamitische Republikeinse Partij (IRP) op, die zich verwant voelde met de ideeën van Khomeini. Maar de maatregelen van de sjah kwamen te laat.
In september 1978 destabiliseerde het land. Grootschalige protesten vonden regelmatig plaats. Op vrijdag 8 september vond een enorme demonstratie plaats in Teheran. Die werd hardhandig neergeslagen, waarbij honderden doden vielen. Dit had tot gevolg dat de weerstand tegen het regime alleen maar sterker werd, zowel onder de eigen bevolking als bij andere landen. De sjah kondigde daarop de staat van beleg af.
In oktober 1978 vond een algemene staking plaats. In december, gedurende de islamitische maand muharram, bereikten de protesten hun hoogtepunt. Tijdens muharram, en dan specifiek tijdens Asjoera, wordt herdacht dat imam Hoessein, de kleinzoon van de profeet Mohammed, als martelaar gedood werd door het leger van de tirannieke Omajjadische kalief Yazid I in de Slag bij Karbala. Tijdens de herdenkingen werd de sjah neergezet als een hedendaagse tiran en onrechtvaardig heerser. Moslims hebben de plicht in opstand te komen tegen tirannie en in die maand vonden dagelijks protesten plaats. Het leger raakte verdeeld over het bevel tegen de demonstranten op te treden.
Op 4 januari 1979 benoemde de sjah Shahpur Bakhtiar, voorzitter van het Nationaal Front, tot premier. Op 16 januari vluchtte de sjah – met een zakje Iraanse aarde bij zich – naar het buitenland. Hijzelf verklaarde dat hij op vakantie ging. Bij zijn vertrek wist hij al dat hij aan kanker leed. Samen met zijn familie vertrok hij naar Egypte, het enige land dat hen wilde toelaten. De sjah werd zieker en keerde uit angst voor vervolging niet meer naar zijn land terug. Hij overleed twee jaar later aan kanker in Egypte.

## Islamitische Revolutie

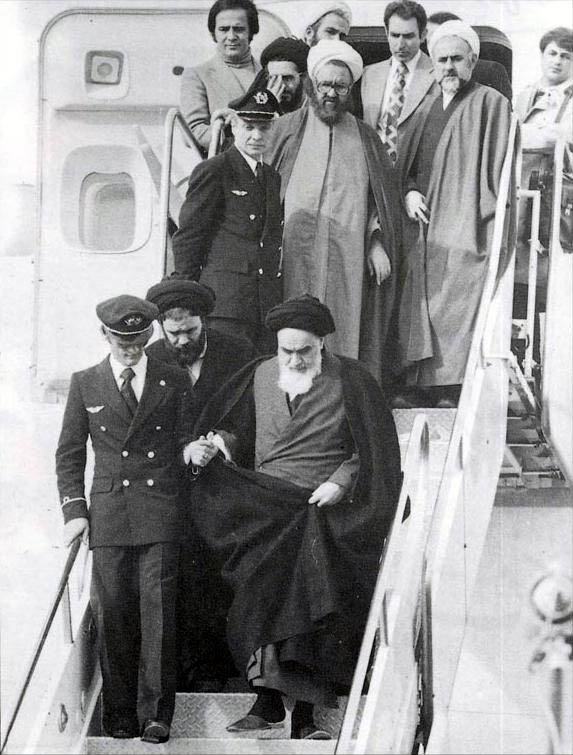
De terugkeer van Khomeini uit ballingschap

Op 1 februari 1979 keerde ayatollah Ruhollah Khomeini na vijftien jaar ballingschap in Frankrijk naar Iran terug. Khomeini associeerde zichzelf met de verschillende imams van het twaalver sjiisme. Hij beschouwde zichzelf als de opvolger van de imams en bij gebrek aan een imam – de twaalfde imam of mahdi zou pas aan het einde der tijden terugkeren – wilde hij de gelovigen leiden.
Khomeini hield in die tijd zijn intenties voor zich. Hij sprak de bevolking aan met een anti-Amerikaanse en antidictatoriale houding en een beroep op vrijheid. Moslims hadden de plicht op te komen tegen tirannie.
Op 11 februari 1979 stortte het regime van de sjah in waardoor de zege van de coupplegers van de Iraanse Revolutie volledig werd. Khomeini benoemde de geestelijke Mehdo Bazargan tot minister-president van een voorlopige regering. Shahpur Bakhtiar wist met hulp van Bazargan het land uit te vluchten.
In april 1979 werd een referendum gehouden waarin de bevolking zich kon uitspreken voor het behoud van de monarchie of de instelling van een islamitische republiek. Omdat de meeste mensen tegen de sjah waren, werd er met overweldigende meerderheid gekozen voor de instelling van een islamitische republiek en in april 1979 werd de Islamitische Republiek Iran uitgeroepen.
In augustus 1979 werden verkiezingen voor een grondwetgevende vergadering gehouden en de Islamitische Revolutionaire Partij won de verkiezingen. De IRP was een zeer Khomeini-getrouwe partij. Met een meerderheid in de grondwetgevende vergadering konden de moslimfundamentalisten een radicaal-islamitische grondwet doordrukken.
De revolutie kende ook een sterk anti-Amerikaans en anti-imperialistisch karakter. De Verenigde Staten hadden jarenlang de dictatuur van de sjah gesteund en de revolutie van 1953 de kop ingedrukt. Demonstranten verbrandden Amerikaanse vlaggen en riepen leuzen als "Dood aan Amerika!". In november 1979 bezetten islamitische militanten de Amerikaanse ambassade in Teheran en namen 63 Amerikaanse diplomaten en burgers in gijzeling. De gijzelnemers eisten onder andere de uitlevering van de sjah, die op dat moment in de Verenigde Staten verbleef. In april 1980 probeerden Amerikaanse commando's de gegijzelden te bevrijden tijdens Operatie Eagle Claw, maar nadat een helikopter en een transportvliegtuig tegen elkaar waren gebotst werd de actie afgeblazen. Na 444 dagen kwamen de gegijzelden op 21 januari 1981 vrij.

## Einde van de revolutie
In december 1979 was de opstelling van de nieuwe, op islamitische leest geschoeide grondwet klaar en verkreeg Khomeini de titels Leider van de Revolutie en Hoogste Leider van Iran. In die hoedanigheid verkreeg hij een zeer grote macht.
De naam van de staat werd veranderd in Islamitische Republiek Iran. Onder de nieuwe constitutie werd deze republiek in feite van twee regeringen voorzien. De eerste, die de soevereiniteit van het volk vertegenwoordigde, werd geleid door een parlement en een premier. De tweede, die de soevereiniteit van Allah vertegenwoordigde, werd geleid door Khomeini.
Deze directe inmenging van de geestelijkheid in de politiek was nieuw. Sinds begin 16e eeuw het sjiisme staatsgodsdienst werd in Iran, had de geestelijkheid zich afzijdig gehouden van directe staatsbemoeienis. Onder de door Khomeini ingevoerde politiek van 'valajat-e fakih' of 'de voogdij van de jurist' verkreeg één man de absolute heerschappij. Ook dat was nieuw, want daarvoor stonden de verschillende ayatollahs min of meer op gelijke voet. Dissidente ayatollahs werd het zwijgen opgelegd.
Op 4 februari 1980 werd de Khomeini-aanhanger Abolhassan Bani Sadr president van de islamitische republiek, en in augustus van dat jaar werd Mohammad Ali Rajai premier. President Bani-Sadr raakte echter al gauw met Khomeini in conflict over diens fundamentalistische koers. Bani-Sadr, jarenlang een vertrouweling van Khomeini, werd aan de kant geschoven en tot volksvijand verklaard. Hij ontvluchtte Iran en vestigde zich in Frankrijk. President Mohammad Ali Rajai, de opvolger van Bani-Sadr, en diens premier Mohammad-Javad Bahonar kwamen in augustus 1981 bij een bomaanslag om het leven. Vanwege de ontstane crisis werd een Voorlopige Presidentiële Raad ingesteld. Op 13 oktober 1981 werd Ali Khamenei president.
In de loop van 1981 verbood Khomeini de linkse partijen en groeperingen die tot dan toe Khomeini altijd hadden gesteund. De groepen die verboden werden, waren onder andere de Iraanse Volksmoedjahedien, die weliswaar islamitisch was maar ook marxistisch, en de Fedayan ("Strijders"), een guerrillagroep die al sinds het begin van de jaren zeventig tegen de sjah vocht. Daarnaast werd in die periode ook de Koerdische Democratische Partij (KDP) verboden. Deze partij onderhield sinds 1975 nauwe banden met Khomeini, maar was soennitisch. Een partij die het verbod op deze partijen steunde en trouw bleef aan Khomeini was de communistische Tudeh-partij, niet wetende dat zij het volgende slachtoffer zou worden. In februari 1982 werd zij ten slotte verboden.

## Rol van de Verenigde Staten
Sinds 1977 was Jimmy Carter president en deze had na de recente Vietnamoorlog de CIA beknot in haar mogelijkheden. Voor de idealistische Carter vormden tegengaan van wapenhandel en het verbreiden van de mensenrechten de belangrijkste doelen in de buitenlandse politiek. De sjah werd zodoende niet meer gezien in de Koude Oorlogsoptiek van machtsevenwicht. Toen de onlusten zich uitbreidden, voerde het Bureau voor de Mensenrechten van het ministerie van Buitenlandse Zaken obstructie tegen Iraanse verzoeken om traangas en andere middelen om menigten in toom te houden. In Iran groeide het besef dat de VS nieuwe prioriteiten had en het regime van de sjah niet meer tot iedere prijs zou steunen, wat de stakingen, demonstraties en onlusten aanmoedigde.
De toenmalige minister van Buitenlandse Zaken, Cyrus Vance, een jurist internationaal recht, en het ambtenarenkorps van zijn ministerie geloofden dat het stimuleren van democratie in Iran en politieke compromissen eerder het juiste doel waren dan het redden van hun oude bondgenoot. De Amerikaanse ambassadeur in Teheran voorspelde optimistisch dat de val van de sjah zou leiden tot een welwillende prowesterse regering waarbij Khomeini een 'Gandhi-achtige' rol zou spelen.
Alleen Carters nationale veiligheidsadviseur, Zbigniew Brzeziński, was fel tegen deze appeasementpolitiek. Zijn recept was eerder een coup door het prowesterse en door de VS opgeleide leger en hij stuurde daarom een Amerikaanse generaal als liason. Maar Cyrus Vance en vicepresident Walter Mondale waren faliekant tegen iedere stimulering van projecten om de islamitische revolutie de kop in drukken en uiteindelijk besloot Carter om zijn handen van Iran af te trekken. Hij bleef systematisch herhalen: "Wij zijn niet van plan om ons in Iraanse aangelegenheden te mengen."
Na de islamitische revolutie begreep zelfs een havik als Brzezinski niet dat deze gebeurtenis de wereldwijde botsing van het Westen met de politieke islam inluidde en hij meldde: "We moeten ons ervoor hoeden om de kwestie Iran niet al te zeer te generaliseren" en adviseerde Carter dat "islamitisch-revolutionaire bewegingen waarschijnlijk niet de golf van de toekomst zullen zijn."
Andere regeringsfunctionarissen gingen zelfs zo ver om de ayatollah toe te juichen. Andrew Young, de ambassadeur van de VS bij de Verenigde Naties, prees ten tijde van de omwenteling de "sterke culturele kracht" van de islam en voorspelde dat Khomeini een "soort heilige zal zijn als we de paniek te boven zijn."

## Gevolgen
De Iraanse Revolutie vertoonde grote overeenkomsten met zowel de Franse als de Russische Revolutie en werd evenals deze twee een draaipunt in de wereldgeschiedenis, dat de levens van miljoenen mensen zou beïnvloeden. Voor Iran zelf betekende het de overgang van een autoritaire en prowesterse monarchie naar een eveneens autoritaire maar antiwesterse en anticommunistische theocratie. Deze theocratie leidde tot een staatsbestel dat weliswaar democratische elementen bevatte, maar waarin de geestelijkheid uiteindelijk in de macht het laatste woord kreeg. De bevolking werd de facto aan een dictatoriale theocratie onderworpen, en politieke tegenstanders werden vervolgd. Hoewel het Iraanse staatsbestel officieel rekening hield met etnische en religieuze minderheden, werden ook zij gediscrimineerd ten opzichte van etnisch Perzische sjiieten. Vrouwen werden achtergesteld en homoseksuelen vervolgd, hoewel Iran wel een zekere tolerantie ontwikkelde voor (man-naar-vrouw) transseksualiteit. Iran hield op een bondgenoot van de Verenigde Staten te zijn en voerde een onafhankelijk beleid van zowel het West- als Oostblok. 
De nieuwe machthebbers wilden hun boodschap ook verspreiden naar andere landen. Iraanse televisie-uitzendingen in het Arabisch riepen de sjiieten in Irak op in opstand te komen tegen Saddam Hoessein. Hoessein – een seculier heerser – was verbolgen over oude grensconflicten met Iran en dacht Iran, dat nu niet langer van wapens werd voorzien en intern nog lang niet stabiel was, makkelijk te kunnen verslaan. Op 23 september 1980 brak de Iran-Irak-oorlog uit, die voor beide landen desastreus zou verlopen. Hoewel Khomeini niet alleen de sjiitische minderheid maar alle moslims aan wilde spreken, zorgde de Perzisch-Arabische en de soennitisch-sjiitische rivaliteit ervoor dat slechts weinig moslims Khomeini's oproep tot revolutie steunden. Irak werd tijdens de oorlog gesteund door de Golfstaten en door westerse landen. De door Iran gehoopte opstand van de sjiieten in Irak bleef uit. Anderzijds bracht de oorlog niet de makkelijke overwinning die Saddam Hoessein had gehoopt. De oorlog duurde acht jaar en er was geen winnaar of verliezer aan te wijzen, maar de verspreiding van de Islamitische Revolutie werd gestopt. Iran heeft echter zowel economisch als in mensenlevens de grootste schade geleden, mede doordat Irak moderne wapens en gifgas kon kopen. 
Weliswaar steunde Syrië Iran, maar een religieuze revolutie daar in februari 1982 werd in de kiem gesmoord. Iran steunde de sjiitische Hezbollah-beweging, die toen in conflict was met andere partijen tijdens de Libanese Burgeroorlog. Daarnaast steunde Iran de PLO-leider Yasser Arafat, die als held onthaald werd in Teheran. De steun voor de Palestijnen leverde Iran veel sympathie onder andere moslims op.
Het feit dat de toenmalige Amerikaanse president Jimmy Carter niet bij machte was de gijzeling in de Amerikaanse ambassade op te lossen, heeft bijgedragen aan zijn verlies in de presidentsverkiezingen van 1980 tegen Ronald Reagan. De verhouding tussen de Verenigde Staten en Iran was grondig verstoord en zou nadien vijandig blijven. De Verenigde Staten gingen over tot een economische sanctiepolitiek die de Iraanse economie schaadde. Met het uiteenvallen van de Sovjet-Unie in 1991 werd de Amerikaanse lijn gevolgd door veel voormalige Oostbloklanden die aansluiting zochten bij Europa en het Westen. Het Iraanse regime kwam hierdoor meer en meer alleen te staan, hoewel met Syrië, Rusland en China goede relaties werden opgebouwd. Na de val van Saddam Hoessein zou Iran ook met het grotendeels sjiitische Irak een betere relatie opbouwen.